# Nicolae Botgros
Nicolae Botgros (n. 25 ianuarie 1953, Badicul Moldovenesc, raionul Cahul, RSS Moldovenească, URSS) este un dirijor din Republica Moldova.

## Copilărie și studii
Nicolae Botgros s-a născut pe 25 ianuarie 1953, în satul Badicu-Vechi, raionul Cahul, Republica Sovietică Socialistă Moldovenească (azi Republica Moldova), într-o familie de lăutari.
Tatăl său a fost lăutarul Dumitru Botgros. Nicolae și cei doi frați au învățat să cânte la câte un instrument, lui Nicolae revenindu-i toba.
La șapte ani s-a dus la Școala de muzică din Cahul. Împreună cu fratele său Vasile, s-a întors primăvara acasă, din lipsă de bani. Copiii cântau la nunți pentru a câștiga un ban. Câte puțin, Nicolae a lăsat toba în favoarea viorii.
Mai târziu, Nicolae Botgros a ajuns la Soroca, la Școala de iluminare culturală. Aici pentru prima dată a asistat la un concert al orchestrei „Lăutarii”.

## Activitate artistică

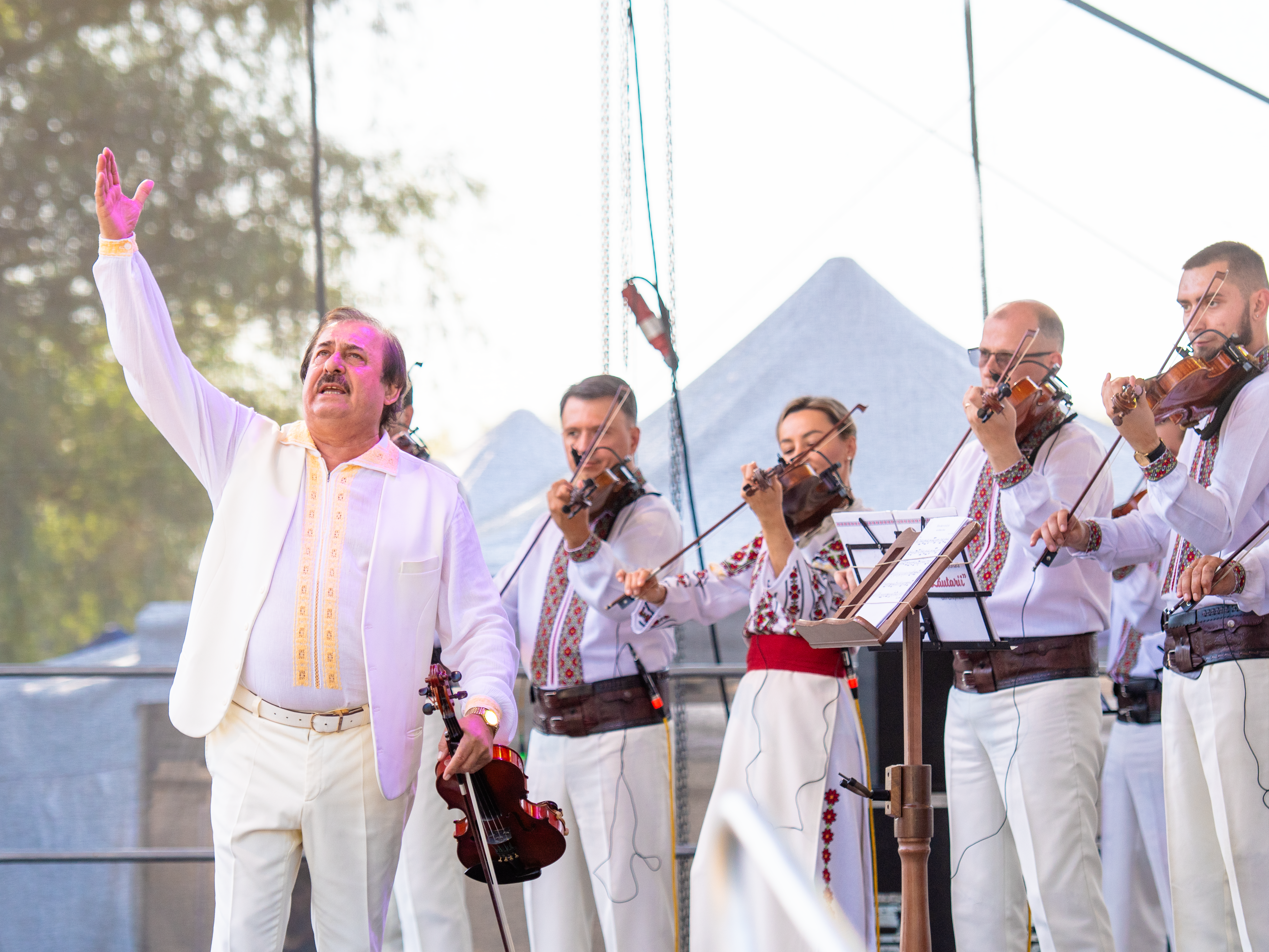
Nicolae Botgros evoluând pe scenă cu orchestra „Lăutarii”

Prima orchestră dirijată de Nicolae Botgros a fost „Ciocîrlia” de la Edineț. A activat apoi în „Joc”. În 1973 s-a mutat la Chișinău și a devenit violonist în orchestra „Mugurel” a Filarmonicii.
Orchestra Națională de muzică populară „Lăutarii” a fost fondată în anul 1970, în cadrul Filamornicii de Stat din R.S.S. Moldovenească, de către interpretul Nicolae Sulac, dirijor fiind compozitorul și violonistul Mircea Oțel, apoi trompetistul Gheorghe Usaci. Datorită abilităților sale de violonist, Nicolae Botgros a fost numit în 1978 conducător al Orchestrei Populare „Lăutarii”.
În activitatea solo, a înregistrat 2 albume, dar a colaborat la sute de materiale muzicale înregistrate cu interpreți de muzică populară, precum Maria Ciobanu, Sofia Vicoveanca, Irina Loghin, Dinu Iancu Sălăjan, Zinaida Julea, Ștefan Bănică Jr. etc.

## Premii și distincții
În 2014, Botgros a fost decorat de Președintele României cu Ordinul „Meritul Cultural” în grad de Mare Ofițer, Categoria B - „Muzică”, în calitatea sa de director artistic și prim dirijor al Orchestrei Naționale de Muzică Populară „Lăutarii”.
Pe 29 martie 2021, a fost decorat, alături de alte personalități, cu Medalia Aniversară „Centenarul Marii Uniri”, de către președintele României Klaus Iohannis.

## Viață personală
Când învăța la Soroca, Nicolae Botgros a întâlnit-o pe Lidia Bejenaru, cu care s-a căsătorit când ambii aveau câte 19 ani. Au un singur copil, interpretul de muzică populară Cornel Botgros. Aceștia au fost căsătoriți până la moartea Lidiei, în 2021.